# Herman Norrman

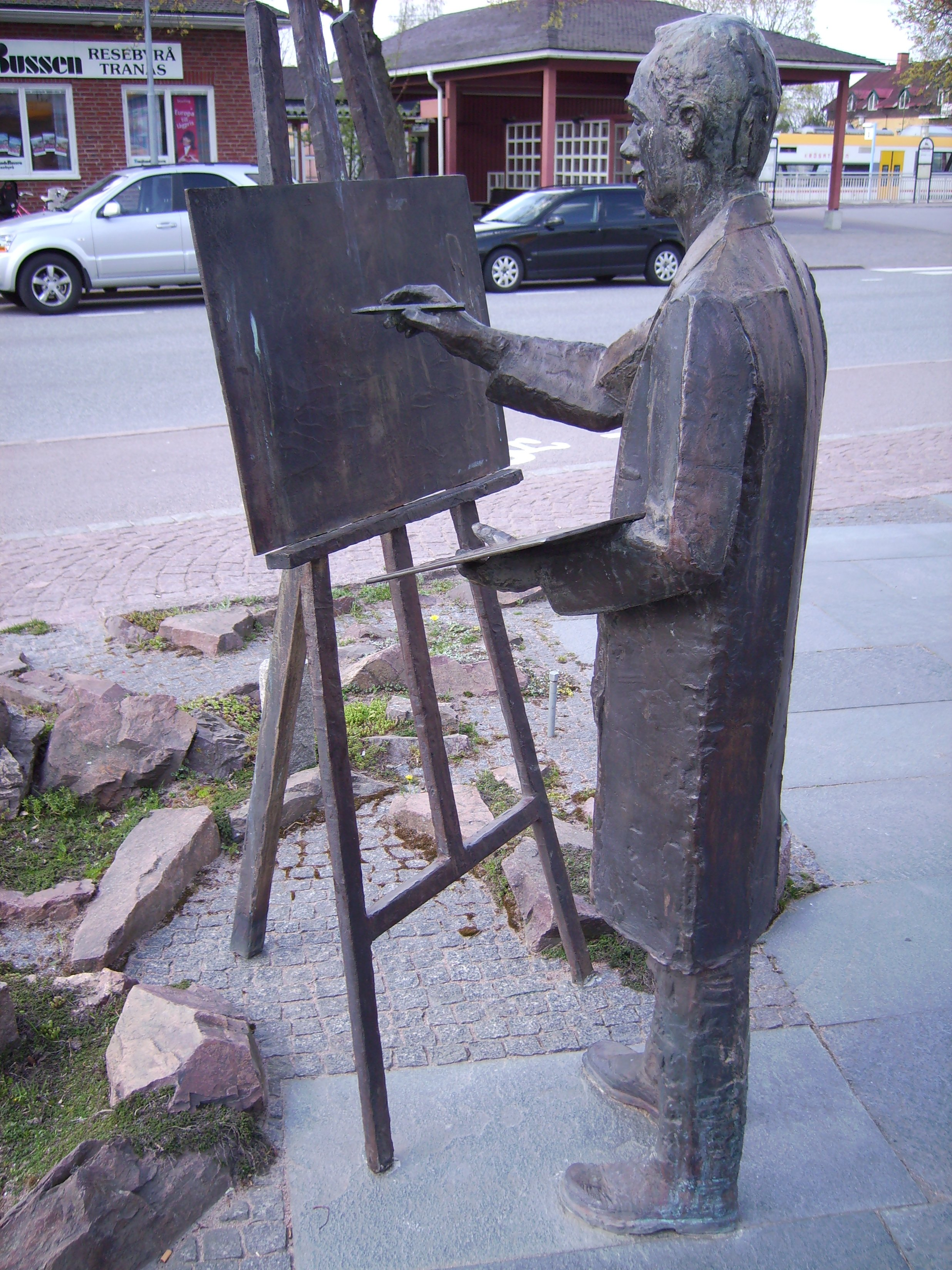
Thomas Qvarsebos porträtt av Herman Norrman från 1993, mittemot järnvägsstationen i Tranås.

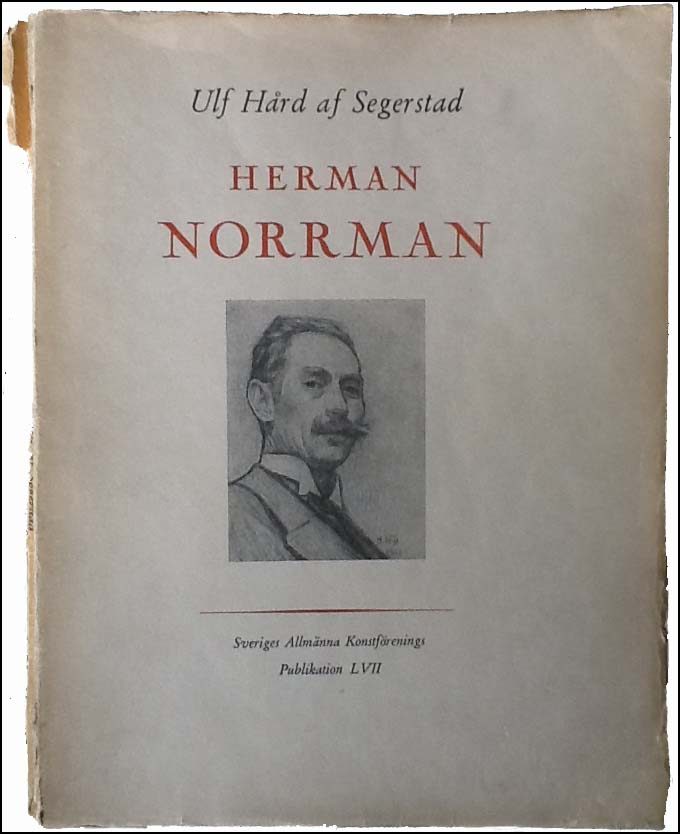
Ulf Hård af Segerstads bok om Herman Norrman från 1948.

Herman Norrman, född 5 augusti 1864 i Tranås kvarn, Säby församling, död 24 augusti 1906 i Tranås köping, var en svensk målare och tecknare. 
Herman Norrman var son till garvaren Carl Johannes Norrman, som dog 1875 när Herman Norrman var tio år, och Gustava Norrman. Han växte upp i Tranås som den äldste av sex syskon. Huset i området Tranås kvarn från 1830-talet han föddes i, som ursprungligen varit en garvarebostad, var vid rivningen stadens äldsta bevarade hus. Han sattes tidigt i snickarlära, men övergick till att bli målarlärling. Efter att ha påbörjat fortsatt hantverksutbildning i Stockholm, började han 1885 utbilda sig på Kungliga Konstakademien, men vantrivdes där, och flyttade 1886 tillsammans med studiekamraten Gustave Albert till Valand i Göteborg och studerade för Carl Larsson. Han vann anseende som Valands kunnigaste elev i teckning, men lämnade skolan efter att han kommit på kant med sin lärare Carl Larsson. Norrman reste då till USA tillsammans med Gustave Albert och tillbringade åren 1887-1890 i New York. Förhoppningarna om att bryta sig en bana i den nya världen gick krasst, och de livnärde sig istället som skyltmålare och möbeldekoratörer, innan de återvände till Europa. Efter nio månaders fortsatta studier i Paris 1891 slog han sig ner i Tranås, där han huvudsakligen försörjde sig med formgivning av möbler.
Herman Norrman målade främst på fritid och ägnade sig främst åt friluftsmåleri i det småländska landskapet, målningar som kännetecknas av en varm kolorit och Smålandsbygdens kärva karaktär: stora vidder av hed, kärrmark eller bergåsar, klädda med mager skog, men över dessa tornar molnen i väldiga massor, som låter slagskuggor glida över landet. I hans produktion ingår även porträtt och interiörmålningar. Färgerna är ofta tungt och kompakt sammanpressade, likt mosaik, och inspiration tycks sprungen från Giovanni Segantini. Hans kolorit var konsekvent, i kopparton eller i blekt ljusgrönt, på en gång klangfull, stark, mustig och mild, som i Norrmans sista arbeten går till en svalare tonskala och ett lättare behandlingssätt.
Prins Eugen var en stor beundrare av Herman Norrman och det finns idag på Waldemarsudde omkring 25 verk av Norrman. Nationalmuseum innehar ca 15 verk, däribland ett porträtt av konstnärens moder, samt ett parkmotiv från New York 1890 och han är representerad vid bland annat Göteborgs konstmuseum, Prins Eugens Waldemarsudde, Norrköpings konstmuseum och Kalmar konstmuseum. Norrman deltog själv i ett flertal utställningar i Stockholm, Göteborg och Köpenhamn samt i Konstnärsförbundets utställningar. År 1893 medverkade han vid världsutställningen i Chicago. 
Herman Norrmans kraftiga fysik ledde till ett hjärtfel, och efter en kortare tid på Mössebergs kurort erhöll han tack vare prins Eugen fortsatt vård i Stockholm. 
Efter hans död anordnades 1918 en minnesutställning på Liljevalchs konsthall. Herman Norrman var far till konstnären Aram Norrman och farfar till konstnären Rolf Norrman.

## Bildgalleri

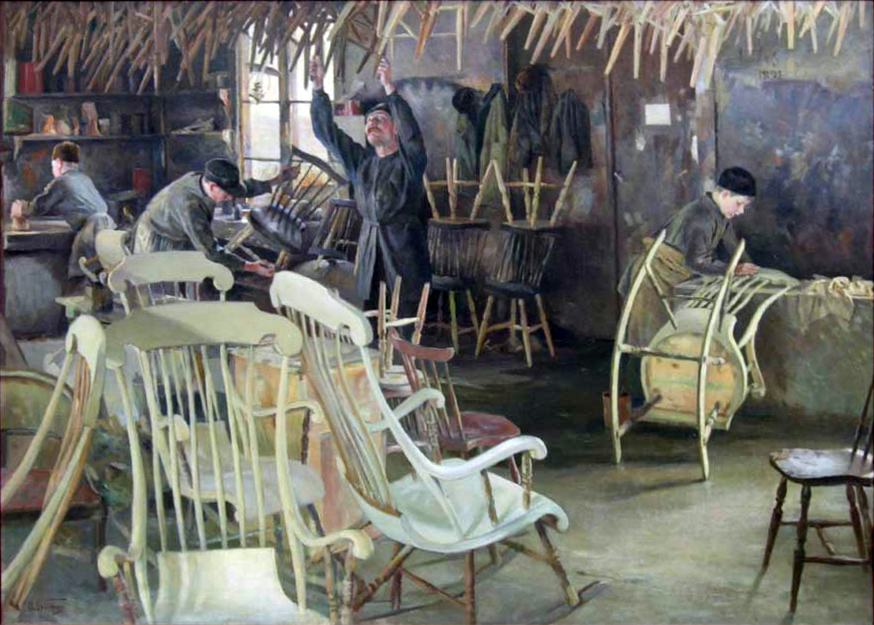
Pinnstolsfabriken, interiör från Tranås måleribolags verkstad, 1891.